# Acidente do Lockheed C-130 da Força Aérea da Argélia em 2014
O acidente do Lockheed C-130 Hércules da Força Aérea da Argélia, prefixo 7T-WHM, era um voo militar de transporte das Forças Armadas da Argélia, e que caiu no dia 11 de fevereiro de 2014. O Hércules C-130, fabricado pela empresa norte-americana Lockheed transportava parentes e membros do Exército da Argélia e fazia um voo programado com uma rota de Tamanrasset a Constantina, na Argélia. O Hércules C-130 transportava 74 passageiros e 4 tripulantes a bordo. A queda resultou na morte de 77 pessoas e apenas 1 sobrevivente.

## Acidente
O Lockheed C-130 realizava uma viagem de cerca de 1500 km, entre a cidade de Tamanrasset, na região do deserto do Saara, no sul, e a de Constantina, no norte, a cerca de 450 km da capital Argel. Após uma escala em Ouargla, quando sobrevoava a região montanhosa de Oum el Bouaghi, o avião perdeu o conta(c)to com a torre de controle e desapareceu dos radares. As condições climáticas estavam ruins para voos naquele dia, com fortes rajadas registradas na região e pouca visibilidade em função de uma tempestade de neve.
 
O acidente ocorreu no momento em que o piloto realizava manobras de aproximação em direção ao aeroporto de Constantina, por volta do meio-dia local (9h em Brasília) colidindo-se contra as montanhas Djebel Fortas. Após o acidente, o plano de busca e salvamento foi imediatamente acionado e as unidades de socorro do Exército Nacional Popular (ANP) e da Defesa Civil foram enviadas para o local. O avião então foi encontrado partido em dois. Quase 250 socorristas das Forças Armadas e da Defesa Civil foram mobilizados e enviados para o local do acidente, de difícil acesso, e a sua ação de socorro foi prejudicada pelo mau tempo.

## Passageiros e Tripulação
O avião levava a bordo 78 pessoas: 74 passageiros e quatro tripulantes. O grupo de passageiros era composto por militares e seus respetivos familiares, incluindo mulheres e crianças. O avião acabou explodindo e, segundo as equipes de resgates, alguns cadáveres arderam de forma a ficarem irreconhecíveis. Uma pessoa foi, contudo, resgatada com vida e tratada a algumas lesões sofridas na cabeça.

## Informações falsas e especulações
Logo após a queda do Lockheed C-130 ser confirmada, meios de comunicações locais passaram a divulgar informações falsas sobre o número exatos de passageiros.  A TV privada Ennahar afirmou, citando "fontes informadas", que 103 pessoas teriam morrido no incidente e não havia sobreviventes. Um dia após o ocorrido, o Ministério da Defesa da Argélia reviu o saldo da tragédia: "O acidente deixou 77 vítimas e um sobrevivente, gravemente ferido".

Como a Argélia atravessava por um período de perturbação política, começaram a circular também algumas teorias de conspiração que falavam em um possível atentado contra alguns dos passageiros do avião, que seriam destacados oficiais das forças militares argelinas. O Ministério da Defesa, em comunicado, apontou igualmente as causas provisórias do acidente a “condições climatéricas muito más, envolvendo uma tempestade e forte queda de neve”, mas divulgou também a criação de uma comissão para conduzir uma investigação sobre a queda do avião.